# Parafia Świętych Apostołów Piotra i Pawła w Mierzwinie
Parafia Świętych Apostołów Piotra i Pawła w Mierzwinie – parafia rzymskokatolicka, znajdująca się w diecezji kieleckiej, w dekanacie jędrzejowskim.